# Syrtodes
Syrtodes là một chi bướm đêm thuộc họ Geometridae.